# Radio-Okkultation

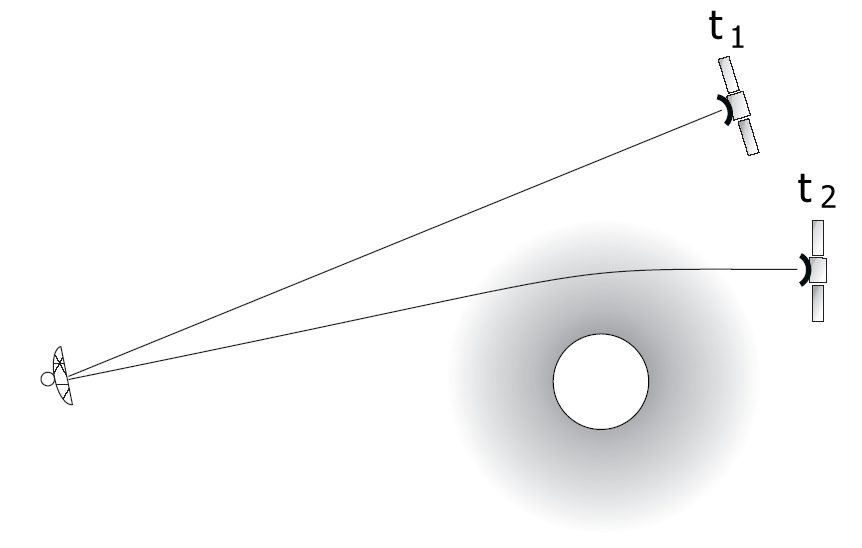
Abbildung 1: Zur Geometrie der Radio-Sondierungsmessung. Zum Zeitpunkt t_{1} befindet sich die Raumsonde noch oberhalb der Atmosphäre und der Radiostrahl bleibt von der Atmosphäre unbeeinflusst. Zum Zeitpunkt t_{2} durchläuft der Radiostrahl die Atmosphäre und wird gebeugt.

Radio-Okkultation, auch als Okkultationsmethode bezeichnet, ist eine Messtechnik zur Sondierung planetarer Atmosphären unter Benutzung phasentreuer Radiosignale, die sich durch die Atmosphäre von einem Sender zu einem Empfänger ausbreiten. Sowohl Sender als auch Empfänger befinden sich während der Messphase außerhalb der zu sondierenden Atmosphäre.
Die Durchführung der Messung erfordert eine spezielle Geometrie der Raumsonde zur Empfangsstation, wobei die Raumsonde während der Messung aus Sicht des Empfängers hinter dem Planeten verschwindet und somit in Okkultation geht.
Während der Radiostrahl vom Weltraum oberhalb der Atmosphäre zu einem Punkt in die Atmosphäre läuft, findet eine kontinuierliche Aufzeichnung der Beobachtungsdaten statt. Das sondierte Medium wirkt in charakteristischer Weise auf das Radiosignal und verändert dessen Phasenwinkel, Amplitude und Polarisation.
Die Signalbeeinflussung durch das Medium erzeugt einen zeitabhängigen Datensatz, der dem Höhenprofil des Brechungsindex entspricht. Dieses Profil der Neutral-Atmosphäre ist für Gasgemische proportional zur Dichte, woraus sich mit der hydrostatischen Grundgleichung und dem idealen Gasgesetz Höhenprofile von Druck und Temperatur der Neutral-Atmosphäre berechnen lassen. Aus der Proportionalität der Elektronendichte zum Höhenprofil des Brechungsindexes sind zusätzlich Aussagen über die Elektronendichte der Ionosphäre möglich.

## Geschichte
Die Idee der stellaren Okkultation zur Erforschung planetarer Atmosphären, wie sie erstmals 1904 von Anton Pannekoek in den „Astronomischen Nachrichten“ veröffentlicht worden war, diente 1962 Von R. Eshleman von der Stanford-Universität in Kalifornien als Vorlage für das Radio-Okkultationsexperiment.
Gleichzeitig entwickelten D. L. Cain und Kollegen vom JPL Fehleranalysen zur Satellitennavigation mit den damals neuen masergesteuerten Antennensystemen. Hauptaugenmerk der Analyse waren Fehlerbeiträge der Erdatmosphäre und -ionosphäre auf das Ortungssignal. Cain und seine Kollegen bemerkten, dass die Atmosphäre eines anderen Planeten eine nicht zu vernachlässigende Fehlerquelle darstellt, woraus aber wiederum Aussagen über die Planetenatmosphäre gewonnen werden können. Der Unterschied zu Eshleman bestand in den auf der Gesamtlichtlaufzeit basierenden Beobachtungsmethoden. Während das Stanford-Team um Eshleman von einem Einwegmodus ausging, wobei ein Sender an Bord des Raumfahrzeugs das Referenzsignal generieren sollte, schlugen Cain und seine Mitarbeiter vom JPL ein Zweiwegverfahren vor, wobei mit Hilfe der damals neuen Masertechnologie ein an Genauigkeit nicht zu übertreffendes Referenzsignal an der Bodenstation generiert werden sollte, welches dann vom Raumfahrzeug empfangen und leicht modifiziert phasentreu wieder zurückgesandt werden sollte.
Da das Einwegeverfahren mit der damaligen Technik noch nicht genau genug war, entschied die NASA, das Zweiwegeverfahren während der Mariner-4-Mission erstmals einzusetzen.
Die Bedeutung der neuen Messmethode wurde in den frühen 1960er-Jahren bei dem Mariner-Projekt, bei der auch eine Mars-Landung vorgesehen war, deutlich. Eine solche Landung stellt hohe Anforderungen an das Design und an die Landungsstrategie des Raumfahrzeugs. Genaue Kenntnisse der Marsatmosphäre waren unabdingbar, und obwohl Informationen aus bodengestützter Spektroskopie vorhanden waren, gab es Zweifel an den damals gemessenen Werten aus dem Jahr 1950 von de Vaucouleurs. Wie sich später zeigen sollte, war Vaucouleurs' Annahme des atmosphärischen Drucks mit 100 hPa viel zu hoch. Mariner 4 startete im Jahr 1964 zum Mars, wobei die Frage nach dem Oberflächendruck weiterhin ungelöst war. Mit Hilfe der neuen Messtechnik konnte ein Druck an der Oberfläche des Mars gemessen werden, der etwa zwei Größenordnungen unter dem damaligen Richtwert lag.

## Messprozess
Beim Radio-Okkultationsexperiment durchleuchtet eine hochstabile kontinuierliche Welle im Mikrometerbereich die zu untersuchende planetare Atmosphäre. Gesendet wird im sogenannten X-Band bei 8,4 GHz und im sogenannten S-Band bei 2,3 GHz. Bei genauer Kenntnis aller beteiligten Geschwindigkeitskomponenten können aufgrund der Phasenstabilität der Referenzsignale Frequenzverschiebungen dem Brechungsindexprofil der Atmosphäre zugeordnet werden. Hieraus lassen sich in einem ersten Schritt entsprechende Beugungswinkel und Strahlparameter ermitteln. Der Beugungswinkel kennzeichnet die Ablenkung, die ein Radiostrahl in der Atmosphäre unterliegt. Zu jedem Beugungswinkel gibt es genau einen Strahlparameter, der senkrecht auf den Strahlasymptoten steht (Abbildung 2). In einem weiteren Schritt lässt sich mittels einer Abel-Transformation der zugehörige Brechungsindex ermitteln.
Gemessen wird mit hoher Präzision das vom Raumfahrzeug entsandte Signal, nämlich die Verschiebung der empfangenen Frequenz, relativ zur Sendefrequenz zu jedem Zeitpunkt. Die Verschiebungen in den gemessenen Frequenzen rühren aus den Geschwindigkeiten des Senders und des Empfängers. Diesem klassischen Dopplereffekt ist eine zusätzliche Verschiebung durch das durchleuchtete Medium aufgeprägt. Um diesen Anteil der Frequenzverschiebung aus den gemessenen Frequenzdaten zu extrahieren, subtrahiert man von den gemessenen Daten die Modellfrequenz, die aus den bekannten Geschwindigkeiten des Senders und Empfängers ermittelt werden können und keine atmosphärischen Anteile enthält. Dieser Anteil der Frequenzverschiebung wird als Residuenfrequenz bezeichnet und enthält im Idealfall lediglich Anteile des sondierten Mediums. Die Modellfrequenz berücksichtigt Geschwindigkeitsanteile aus der Rotation, Nutation und Präzession der Erde, idealerweise auch aus den Gezeiteneffekten sowie Anteile aus spezieller und allgemeiner Relativitätstheorie. Des Weiteren sind zur Trennung der Frequenzänderung der Trägerwelle durch die Planetenatmosphäre von denen der Erdatmosphäre, die Effekte der Erdatmosphäre und Erdionosphäre durch Modelle und empirisch ermittelte Werte wie Temperatur, Druck und Luftfeuchtigkeit zu berücksichtigen.

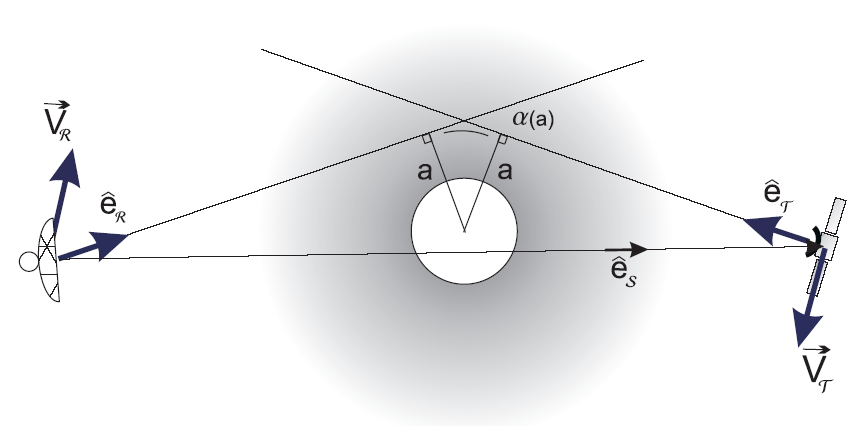
Abbildung 2: Zur Dopplerverschiebung. Dargestellt sind außer dem Beugungswinkel α und den Strahlparametern a, der Geschwindigkeitsvektor der Bodenstation zum Zeitpunkt der Messung, der Geschwindigkeitsvektor der Raumsonde zum Übertragungszeitpunkt und die entsprechenden Einheitsvektoren der Strahlasymptoten. Zum kinematischen Effekt der Frequenzverschiebung tragen lediglich die gezeigten Geschwindigkeiten bei, welche Projektionen der Geschwindigkeitsvektoren in die Okkultationsebene sind.

Es ist bekannt, dass eine elektromagnetische Welle in einem Medium gebrochen und phasenverschoben wird. Gegenüber dem Vakuumssignal legt es einen längeren Weg zurück. Dies lässt sich durch folgende Formel ausdrücken:
{\displaystyle \Delta L=\int _{S}^{E}n(s)\,ds-{\mathcal {S}}_{0}=\Delta \varphi \cdot \lambda }
{\displaystyle \Delta L} ist die Wegverlängerung des Strahls in Abhängigkeit vom Brechungsindex n längs des gekrümmten Strahlweges s vom Sender zum Empfänger.
{\displaystyle \Delta \varphi } ist die entsprechende Phasenverschiebung bei Signalwellenlänge {\displaystyle \lambda } und {\displaystyle {\mathcal {S}}_{0}} ist der entsprechende (theoretische) Weg durch das Vakuum entlang der Sichtlinie.
Die atmosphärische Frequenzverschiebung {\displaystyle \Delta f_{\text{atm}}} entspricht der Zeitableitung von {\displaystyle \Delta \varphi }, so dass bei dem implizit zeitabhängigen Sondierungsexperiment eine atmosphärische Frequenzverschiebung auftritt:
{\displaystyle \Delta f_{\text{atm}}={\frac {d}{dt}}\Delta \varphi ={\frac {f}{c}}{\frac {d}{dt}}\Delta L}
mit
{\displaystyle {\frac {1}{\lambda }}={\frac {f}{c}}}
f ist die Sendefrequenz und c die Vakuumlichtgeschwindigkeit.
In Verbindung mit der Geometrie der Radiosondierungsmessung und den beteiligten Geschwindigkeitsgrößen lässt sich obige Gleichung für die Frequenzverschiebung mit den beteiligten kinematischen Größen aus Abbildung 2 in Verbindung setzen:
{\displaystyle \Delta f_{\text{atm}}={\frac {f}{c}}[({\vec {V}}_{\mathcal {T}}\cdot {\hat {e}}_{\mathcal {T}}+{\vec {V}}_{\mathcal {R}}\cdot {\hat {e}}_{\mathcal {R}})-({\vec {V}}_{\mathcal {T}}\cdot {\hat {e}}_{\mathcal {S}}-{\vec {V}}_{\mathcal {R}}\cdot {\hat {e}}_{\mathcal {S}})]}
Die atmosphärische Frequenzverschiebung ist also der Beitrag durch Projektion der Geschwindigkeiten auf die Strahlasymptoten, minus den kinematischen Dopplerbeitrag entlang der Sichtlinie. Hat man aus einer Messung {\displaystyle \Delta f_{\text{atm}}} erhalten, so muss obige Gleichung für die Komponenten gelöst werden. Die Annahme sphärischer Symmetrie liefert mit dem Brechungsgesetz von Snellius an Kugelflächen (Benndorff-Satz oder Bouguer-Satz) eine zweite Gleichung. Mit den beiden Gleichungen lassen sich die unbekannten Strahlasymptoten bzw. {\displaystyle {\hat {e}}_{\mathcal {T}}} und {\displaystyle {\hat {e}}_{\mathcal {R}}} bestimmen, was zu den Beugungswinkel und Strahlparametern führt.

## Koordinatentransformation
Bei Annahme sphärischer Symmetrie lässt sich zeigen, dass sich der Radiostrahl stets in einer Ebene in Richtung steigender Brechungsindex bewegt. Diese Ebene, im folgenden Okkultationsebene genannt, ist das Bezugssystem für die Berechnung der Beugungswinkel. Eine solche Ebene zu einem bestimmten Zeitpunkt, wird durch die drei Punkte Bodenstation, Planetenzentrum und Satellitenposition definiert, wie in Abbildung 3 dargestellt ist. Im Allgemeinen liegt zu jedem Zeitpunkt der Messung eine neue Okkultationsebene vor, die zu jedem Messzeitpunkt berechnet werden muss.
Sämtliche Orbitdaten der Raumsonde liegen ebenso wie die Ephemeriden in einem bestimmten Koordinatensystem (KS) vor. Üblicherweise handelt es sich hierbei um die Ebene des mittleren Erdäquators, bezüglich des dynamischen Äquinoktiums der Epoche J2000. Um in das Koordinatensystem der Okkultationsebene zu wechseln sind zwei Koordinatentransformationen nötig. Erstens in das planetozentrische Koordinatensystem, welches analog zum obigen Erdäquator-System ist und sodann in die Okkultationsebene. Abbildung 4 gibt dazu eine Übersicht. Andere Vorgehensweisen sind möglich.
Die Berechnung lassen sich zum Beispiel mit der Ephemeridenbibliothek SPICE durchführen. Die Spice-Bibliothek wird von der NAIF-Gruppe (NASA) frei zur Verfügung gestellt und liegt im Quelltext vor. Die NAIF-Gruppe liefert zudem die entsprechenden Orbitdaten im Spice-Format.

## Beugungswinkel und Strahlparameter

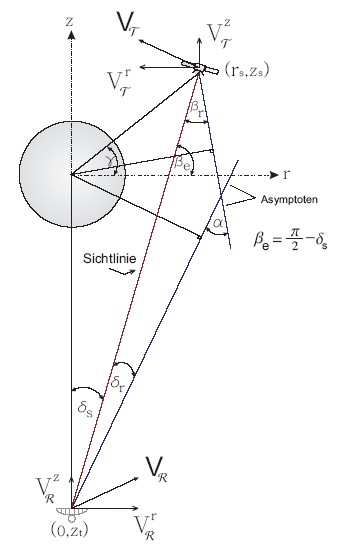
Abbildung 5: Zur Berechnung der Beugungswinkel

Die Okkultationsebene, wie sie in Abbildung 5 dargestellt ist, wird aufgespannt durch die beiden Achsen z und r. Die Komponenten der einzelnen Geschwindigkeitsvektoren lassen sich in Termen dieser Achsen angeben. Die Unbekannten Richtungen der Einheitsvektoren {\displaystyle {\hat {e}}_{T}} und {\displaystyle {\hat {e}}_{R}} der Strahlasymptoten sind spezifiziert durch die dargestellten Winkel {\displaystyle \delta _{r}} zwischen Strahlasymptote an der Bodenstation und Sichtlinie, sowie durch den Winkel {\displaystyle \beta _{r}} zwischen Strahlasymptote an der Raumsonde und Sichtlinie. Des Weiteren sind die Winkel zwischen den Koordinatenachsen und der Sichtlinie dargestellt; {\displaystyle \delta _{s}} gibt den Winkel zwischen z-Achse und Sichtlinie an, {\displaystyle \beta _{e}} ist der Winkel zwischen r-Achse
und Sichtlinie.
Die beiden unbekannten Winkel {\displaystyle \delta _{r}} und {\displaystyle \beta _{r}} lassen sich durch ein Gleichungssystem iterativ lösen. Das Gleichungssystem ist ausführlich in dargestellt. Aufsummierung der beiden unbekannten Winkel ergibt gerade den Beugungswinkel {\displaystyle \alpha }. Der Strahlparameter ergibt sich dann ebenfalls aus einem der unbekannten Winkel und dem Snellius-Gesetz an Kugelflächen:
{\displaystyle {\begin{matrix}\alpha &=&\delta _{r}+\beta _{r}\\a&=&{\sqrt {r_{\mathcal {R}}^{2}+z_{\mathcal {R}}^{2}}}\,\sin(\beta _{e}-\gamma +\beta _{r})\end{matrix}}}
Wurden die Beugungswinkel und Strahlparameter für jeden Strahl bestimmt, so kann mittels einer Abel-Transformation der zu jedem Beugungswinkel zugehörige Brechungsindex berechnet werden.

## Abel-Transformation und Refraktivität

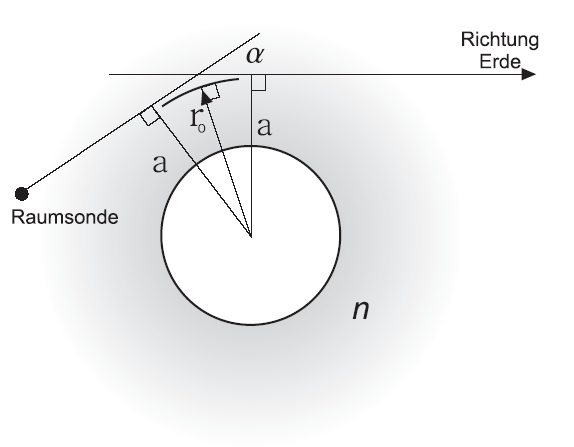
Abbildung 6: Zur Abel-Transformation

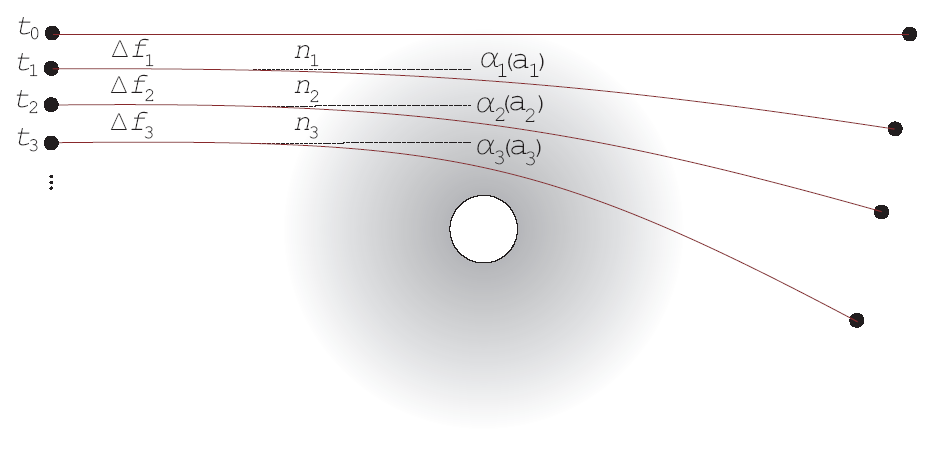
Abbildung 7: Schematische Darstellung der Sondierungsmessung. Zu jedem Abtastwert t_{i} erfolgt für jede Schicht 'i' aus der Messung von Δ f_{i} die Bestimmung der zugehörigen Strahlparameter a_{i} und Beugungswinkel α_{i}, woraus durch inverse Abel-Transformation der Brechungsindex n_{i} bestimmt wird.

Unter einer Abel-Transformation versteht man die Lösung einer Abelschen Integralgleichung. Integralgleichungen sind dadurch gekennzeichnet, dass die unbekannte Funktion als Integrand in einem bestimmten Integral vorkommt. Bekannte Integralgleichungen sind zum Beispiel die Fourier-Transformation und die Hankel-Transformation. In der Theorie der Integralgleichungen wird die Abelsche Integralgleichung den schwach singulären Volterraschen Integralgleichungen der ersten Art zugeordnet, zu der Niels Henrik Abel 1826 eine Lösung fand.
Im Allgemeinen führen Problemstellungen, bei welchen die Rekonstruktion zweidimensionaler radialsymmetrischer Verteilungen f(r) aus ihren Projektionen g(y) gefordert wird, zur Abel-Transformation. Sie findet zum Beispiel Anwendung in der Plasmaphysik, Astrophysik oder der medizinischen Computertomographie.
Der Zusammenhang zwischen der radialen Verteilung f(r) und ihren Projektionen g(y), führt zur Gleichung:
{\displaystyle {\mathcal {A}}\{f(r)\}=g(y)=2\int _{y}^{\infty }{\frac {f(r)r\,dr}{\sqrt {r^{2}-y^{2}}}}}
wobei {\displaystyle {\mathcal {A}}} die Abel-Transformation bezeichnet.
Eine gebräuchliche Form der inversen Abel-Transformation ist gegeben durch:
{\displaystyle {\mathcal {A}}^{-1}\{g(y)\}=f(r)=-{\frac {1}{\pi r}}{\frac {d}{dr}}\int _{r}^{\infty }{\frac {g(y)y\,dy}{\sqrt {y^{2}-r^{2}}}}}
Der gemessene Beugungswinkel entspricht der Abel-Transformation eines radialsymmetrischen Brechungsindex. Eine inverse Abel-Transformation des Winkels ergibt also den Brechungsindex angegeben werden kann.
Fjelbo u. a. konnten zeigen, dass eine Atmosphäre mit dem Brechungsindexprofil {\displaystyle n(r)} einen Strahl mit Strahlparameter {\displaystyle a_{i}} um folgenden Betrag krümmt:
{\displaystyle \alpha (a_{i})=-2a_{i}\int _{r_{i}}^{\infty }{\cfrac {d\ln \,n}{dr}}\cdot {\cfrac {dr}{\sqrt {(nr)^{2}-a_{i}^{2}}}}}
An der Strahlperiapsis, dem Punkt der nächsten Annäherung des Strahls am Planeten, ist das Produkt von Brechungsindex {\displaystyle n_{i}} und Radius {\displaystyle r_{i}} gleich {\displaystyle a_{i}}, wobei {\displaystyle n_{i}} durch die Inverse Abel-Transformation bestimmt ist:
{\displaystyle \ln \,n_{i}={\cfrac {1}{\pi }}\int _{a_{i}}^{\infty }{\cfrac {\alpha (a)\,da}{\sqrt {a^{2}-a_{i}^{2}}}}}
Der Brechungsindex ist für Luft eine Zahl nahe bei 1. Um den Umgang mit dieser Zahl handlicher zu gestalten, subtrahiert man eine 1 und multipliziert mit {\displaystyle 10\,^{6}}, dies ist die Refraktivität N
{\displaystyle N(h)=(n(h)-1)\,10^{6}}
wobei {\displaystyle n} der Brechungsindex eine Funktion der Höhe h ist.
Die Refraktivität der Neutralatmosphäre ist das Vermögen des Mediums auf die Kraftwirkung der elektromagnetischen Welle zu reagieren, was in der elektromagnetischen Theorie als dielektrische Polarisation bezeichnet wird. Die Polarisation ist als Mittelung über viele Teilchen definiert. Daraus ergibt sich eine Proportionalität der Refraktivität zur Teilchendichte. Die Teilchendichte unterliegt der barometrischen Höhenverteilung, so dass die Refraktivität ebenfalls eine Funktion der Höhe ist. Die Änderung in der Refraktivität, die sich in einer bestimmten Höhe einstellt, ist abhängig von den thermodynamischen Grundgrößen Druck und Temperatur in dieser Höhe, ferner wirken ionisierte Teilchen direkt auf das Signal.
Der korrespondierende Radius der Strahlperiapsis ist {\displaystyle r_{i}={\frac {a_{i}}{n_{i}}}}. Er kennzeichnet den Punkt der nächsten Annäherung des Strahls am Planeten, dies ist in Abbildung 6 mit {\displaystyle r_{0}} dargestellt. Somit liegen nach der Abel-Transformation der Beugungswinkel Profile der Refraktivität als Funktion der Höhe vor. Mit diesen Informationen lassen sich Höhenprofile der charakteristischen Merkmale der planetaren Atmosphäre sehr genau bestimmen.

## Temperatur-, Druck- und Dichteprofile
Mit den Ergebnissen aus dem vorhergehenden Abschnitt lassen sich nun die fundamentalen Zustandsgrößen der Neutral-Atmosphäre berechnen. Aus der Proportionalität der Refraktivität zur Anzahldichte, dem idealen Gasgesetz und der hydrostatischen Grundgleichung lassen sich Druck, Temperatur und Dichte berechnen. Ferner lässt sich das Elektronendichteprofil der Ionosphäre berechnen.
|  |  |  |

- Anzahldichte:
{\displaystyle \nu (r)={\cfrac {N(r)}{C_{1}}}\,10^{-6}}

wobei N die Refraktivität bezeichnet. Die Proportionalitätskonstante {\displaystyle C_{1}} ist aus Labormessungen bekannt und für die Hauptbestandteile der Marsatmosphäre (Kohlendioxid, Stickstoff und Argon) ergibt sich {\displaystyle C_{1}=1{,}804\cdot 10^{-29}\,\mathrm {m} ^{3}}.
Mit dieser Gleichung kann im entsprechenden Höhenbereich direkt die Dichte berechnet werden.
- Hydrostatische Grundgleichung:
{\displaystyle {\cfrac {\partial P}{\partial r}}=-\rho (r)\cdot g(r)=-\nu (r){\overline {\mathfrak {m}}}\cdot g(r)}

wobei {\displaystyle \rho (r)} die Dichte und {\displaystyle \nu (r)} die Anzahldichte ist;
{\displaystyle {\overline {\mathfrak {m}}}} ist die mittlere molekulare Masse und {\displaystyle g(r)} die Gravitationsbeschleunigung.
- Ideales Gasgesetz:
{\displaystyle P(r)=\nu (r)\,k_{\mathrm {B} }\,T(r)}

wobei {\displaystyle P} der Druck, {\displaystyle k_{\mathrm {B} }} die Boltzmannkonstante und {\displaystyle T} die Temperatur ist.
- Elektronendichte:
{\displaystyle N_{e}(r)=-{\cfrac {N(r)}{40{,}31}}\;10^{-6}\cdot f^{2}}

wobei {\displaystyle N_{e}} die Elektronendichte in der Ionosphäre ist, {\displaystyle N} die Refraktivität und {\displaystyle f} ist die Sendefrequenz. Mit dieser Gleichung kann die Elektronendichte im entsprechenden Höhenbereich direkt angegeben werden.

## Beispiele

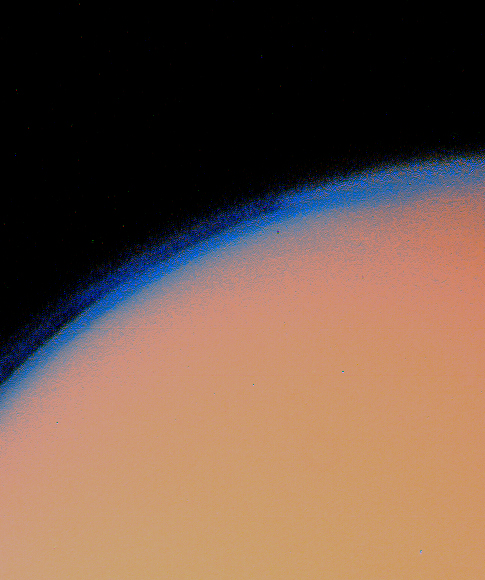
Titans Smogschicht

Titanatmosphäre
Die Raumsonde Voyager 1 stellte mit Hilfe der Radio-Okkultation beim Saturnmond Titan die Dichte, die chemische Zusammensetzung und die Höhe seiner Atmosphärenschichten fest.
Bestimmung des Monddurchmessers
Auch der Monddurchmesser konnte mit Hilfe der Okkultationsmethode bestimmt werden. Die hohe Opazität (Undurchsichtigkeit) der Atmosphäre machte eine optische Bestimmung des Monddurchmessers mit der Kamera nicht möglich, jedoch konnte durch die Zeit, die vom Verlöschen des Signals an einer Seite des Mondes bis zum Wiederauftauchen des Signals an der gegenüberliegenden Mondseite verging, sein Durchmesser errechnet werden.
GPS-Radiookkultationsmethode
Der deutsche Geoforschungssatellit CHAMP (2000–2010) beobachtete die Signale von GPS-Satelliten kurz vor oder nach ihrer Okkultation durch die Erde. Aus dem Vergleich mit den Werten, die von einem Satelliten ohne atmosphärische Störungen zu erwarten wären, lassen sich Aussagen über Wassergehalt und Temperatur der Atmosphäre ableiten.

## Weitere Literatur
Dissertationen
- D. Dettmering: Die Nutzung des GPS zur dreidimensionalen Ionosphärenmodellierung. Dissertation. Universität Stuttgart, 2003.
- J. Selle: Planung und Simulation von Radio-Science-Experimenten interplanetarer Raumfahrt-Missionen. Dissertation. Universität der Bundeswehr, München 2005.
- J. Wickert: Das CHAMP-Radiookkultationsexperiment: Algorithmen, Prozessierungssystem und erste Ergebnisse. Dissertation. Karl-Franzens-Universität Graz, Scientific Technical Report STR 02/07 (PDF; 11,8 MB), Potsdam, GFZ (2002)

Sonstiges
- B. Stanek: Raumfahrt Lexikon. Halwag Verlag, Bern 1983, ISBN 3-444-10288-7, S. 214.
- Axel von Engeln: Satellite based Temperature Profile Determination using Passive Microwave and Radio Occultation Instruments. Logos Verlag, Berlin 2000, ISBN 3-89722-453-4.